# Federazione di rugby a 15 del Senegal
La Federazione Rugby XV del Senegal (in francese Fédération Senegalaise de Rugby) è l'organo che governa il Rugby a 15 nel Senegal.
Affiliata all'International Rugby Board, è inclusa fra le nazionali di terzo livello e si è qualificata per la Coppa del Mondodel 2015 che si svolgerà in Inghilterra.